# Безано
Безано (итал. Besano) — коммуна в Италии, располагается в провинции Варезе области Ломбардия.
Население составляет 2350 человек, плотность населения составляет 783 чел./км². Занимает площадь 3 км². Почтовый индекс — 21050. Телефонный код — 0332.
Покровителем коммуны почитается святой Мартин Турский, празднование 11 ноября.